# Semiasse maggiore
In geometria il semiasse maggiore  {\displaystyle a} è un concetto geometrico applicabile all'ellisse e all'iperbole.

## Ellisse

a è il semiasse maggiore, b il semiasse minore

Il semiasse maggiore di un'ellisse è la metà dell'asse maggiore, passa dal centro attraverso uno dei fuochi, fino al bordo dell'ellisse.
È in relazione con il semiasse minore {\displaystyle b} attraverso l'eccentricità {\displaystyle e} e il semilato retto {\displaystyle l}, nel modo seguente:
{\displaystyle b=a{\sqrt {1-e^{2}}},\qquad al=b^{2}.}
Il semiasse maggiore è il valore medio della distanza minima e massima da un fuoco ai punti sull'ellisse. Considerando l'equazione in coordinate polari, con un fuoco sull'origine e l'altro sull'asse positivo delle ascisse
{\displaystyle r(1+e\cos \theta )=l.}
Il valore medio di {\displaystyle r={\dfrac {l}{1+e}}} e {\displaystyle r={l \over {1-e}}}, è {\displaystyle a={l \over {1-e^{2}}}.}

## Iperbole
Il semiasse maggiore di un'iperbole è la metà della distanza tra i due rami. Se è nella direzione {\displaystyle x} l'equazione è:
{\displaystyle {\frac {\left(x-h\right)^{2}}{a^{2}}}-{\frac {\left(y-k\right)^{2}}{b^{2}}}=1.}
In termini di semilato retto ed eccentricità:
{\displaystyle a={{l} \over {e^{2}-1}}.}

## Astronomia
In astronomia il semiasse maggiore è una delle più importanti caratteristiche di un'orbita, insieme al suo periodo orbitale. Per gli oggetti del sistema solare il semiasse maggiore è in relazione al periodo orbitale, relazione espressa dalla terza legge di Keplero (a suo tempo furono dedotte empiricamente).
{\displaystyle T^{2}\propto a^{3},}
dove {\displaystyle T} è il periodo in anni e {\displaystyle a} è il semiasse maggiore in unità astronomiche. Questa forma è una semplificazione della forma generale determinata da Isaac Newton:
{\displaystyle T^{2}={\frac {4\pi ^{2}}{G(M+m)}}a^{3},}
dove {\displaystyle G} è la costante di gravitazione universale, {\displaystyle M} è la massa del corpo centrale, e {\displaystyle m} è la massa del corpo orbitante. Tipicamente la massa del corpo centrale è molto più grande di quella del corpo orbitante, tanto che {\displaystyle m} può essere ignorato.
Spesso si dice che il semiasse maggiore è la distanza "media" tra il primario (il fuoco dell'ellisse) e il corpo in orbita. Questo non è del tutto esatto, poiché dipende da quale media viene presa in considerazione.
Facendo la media della distanza sull'anomalia eccentrica, effettivamente risulta il semiasse maggiore. Facendo la media sull'anomalia vera ne risulta, incredibilmente, il semiasse minore {\displaystyle b=a{\sqrt {1-e^{2}}}}. Calcolandola sull'anomalia media, infine, si ottiene la media rispetto al tempo: {\displaystyle a\left(1+{\frac {e^{2}}{2}}\right)}.
Va sottolineato inoltre che per convenzione il valore del semiasse maggiore per le orbite iperboliche è negativo.